# Asme

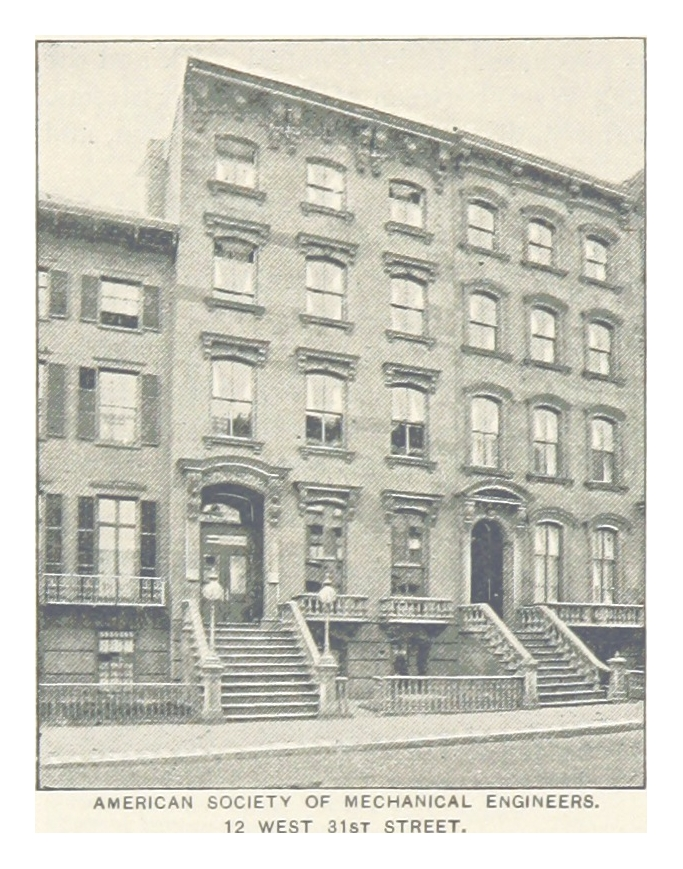
American Society of Mechanical Engineers

American Society of Mechanical Engineers (ASME) là một tổ chức nghề nghiệp giúp thúc đẩy nghệ thuật, khoa học, và quy trình kỹ thuật của các ngành nghề kỹ thuật và liên kết các ngành khoa học trên khắp thế giới thông qua việc thường xuyên giáo dục, đào tạo và phát triển nghề nghiệp, "codes" và tiêu chuẩn, nghiên cứu, hội thảo và xuất bản ấn phẩm, liên lạc các hiệp hội, và các nỗ lực khác giúp tổ chức vươn xa hơn. Vì vậy mà ASME là một đoàn thể kỹ thuật, một tổ chức tiêu chuẩn, một tổ chức nghiên cứu và phát triển, một tổ chức vận động hành lang, một nhà cung cấp về đào tạo và giáo dục, và là một tổ chức phi lợi nhuận. Được thành lập như một đoàn thể kỹ thuật, tập trung vào kỹ thuật cơ khí ở Bắc Mỹ, ASME ngày nay là một tổ chức đa nghề nghiệp và toàn cầu.
ASME có trên 140,000 thành viên trên 158 quốc gia trên thế giới.
ASME được thành lập vào năm 1880 bởi Alexander Lyman Holley, Henry Rossiter Worthington, John Edison Sweet và Matthias N. Forney để đáp ứng lại nhiều thất bại trong các đường ống chịu áp lực nồi hơi. Được biết đến cho việc thiết lập "codes" và các tiêu chuẩn cho các thiết bị cơ khí, ASME chỉ đạo một trong những "tài liệu kỹ thuật vận hành" lớn nhất thế giới, tổ chức nhiều hội thảo kỹ thuật và hàng trăm khóa học phát triển nghề nghiệp hàng năm, và bảo trợ cho nhiều chương trình giáo dục vươn xa.
ASME là một trong những tổ chức về tiêu chuẩn lâu đời nhất của Hoa Kỳ. Tổ chức phát hành gần 600 "codes" và tiêu chuẩn trong nhiều lĩnh vực kỹ thuật, như bu lông ốc vít, đường ống nước, thang máy, đường ống dẫn và hệ thống nhà máy điện và các thành phần.